# Мачкатица
Мачкатица е село в община Сурдулица, Пчински окръг, Сърбия. Според преброяването от 2011 г. населението му е 120 жители.

## Население
- 1948 – 1496
- 1953 – 1468
- 1961 – 1206
- 1971 – 995
- 1981 – 886
- 1991 – 508
- 2002 – 259
- 2011 – 120

## Етнически състав
(2002)
- 259 (100%) – сърби